# Иван Адамович
Иван Адамович (рус. Иван Степанович Адамович је био високо одликовани руски генерал који се, између осталих битака, борио у Бородинској бици, командујући 1. корпусом резервне армије.
Иван Адамович се борио против отоманских Турака и наполеонске Француске као веома искусан ратник који је давно зарадио своје чинове у биткама под. Године 1794. Адамович је пензионисан са чином генерал-мајора, са 41 годином. Александар I, наследник Павла I, га је 17. септембра 1812. са великим почастима поново позвао у активну службу. Догађаји из 1812. године приморали су га да изађе из пензије и да се упусти у борбу против инвазивних Француза предводећи 1. корпус резервне армије током Бородинске битке. Последњи писани трагови о њему су из 1813. године где се прича да је умро у чизмама у служби царске Русије.

## Биографија
Адамович је потицао из старе племићке породице са седиштем у области српске банатске војне крајине (данас део Србије и Румуније), где је његов отац Степан Адамович, тада официр аустријске војске 1752. године, емигрирао са породицом у царску Русију. Након што је дипломирао на Кадетском корпусу у Санкт Петербургу, придружио се царској руској армији као млад војник од каријере.
Иван Адамович је био потпуковник Преображенског пука пре него што је унапређен у чин генерал-мајора и постављен за шефа Павловског гренадирског пука 14. фебруара 1789. Одликован је руским орденом Свете Ане 10. новембра 1796. Две године касније, 26. августа 1798. , отишао је у своју прву пензију, али се неколико година касније вратио у активну слижбу. Дана 8. јануара 1807, током рата Четврте коалиције, одликован је „Златним оружјем за храброст“. Дана 13. маја 1809. издат је патент за чин генерала генерал-мајора Ивану Адамовичу који су потписали Александар I и гроф Алексеј Аракчејев за Адамовичеву важну улогу у рату Пете коалиције. Три године касније, по други пут се пензионисао, али се 5. септембра 1812. поново вратио у војску, придруживши се својим саборцима у Бородинској бици.
У јесен 1812. фелдмаршал Михаил Кутузов је одлучио да створи одговарајућу резерву од Народног ополченија или народне милиције. У октобру је послао Ивана Адамовича у Арзрамас да организује резервне формације у оквиру овог програма. Ово је учињено, 1813. године Адамович је именован да служи као командант једне од четири бригаде које су чиниле резервну армију до 20.000 људи која је подржавала главне руске снаге док су прелазиле реку Њемен.
Коначно, 16. децембра 1813. се дефинитивно пензионисао.

## Награде и признања
- Орден Свете Ане, 2. степен (10. новембар 1796.)
- Златно оружје „За храброст“, (8. јануар 1807.)[1]

## Белешке
1. ↑  енгл.